# Передреакційний комплекс
Передреакційний комплекс (англ. prereactive complexes) — слабо зв'язаний комплекс у потенціальному мінімумі, що передує активаційному бар'єрові по шляху реакції. У протилежність до вандерваальсівського комплексу, який розпадається зворотно на його складові, такий комплекс може зазнавати швидких хімічних змін, утворюючи різні продукти.